# Oziutîci, Lokaci
Oziutîci (în ucraineană Озютичі) este localitatea de reședință a comunei Oziutîci din raionul Lokaci, regiunea Volînia, Ucraina.

## Demografie
Componența lingvistică a localității Oziutîci
     Ucraineană (100%)
Conform recensământului din 2001, toată populația localității Oziutîci era vorbitoare de ucraineană (100%).